# 空木マイカ
空木 マイカ（うつぎ まいか、1983年10月20日 - ）は、兵庫県出身のラジオパーソナリティ・ディスクジョッキー。FM BIRD所属。
JICA中部なごや地球ひろばのオフィシャルサポーターとして、エチオピア、ルワンダを視察した経験から自身のラジオ番組やイベントにおいてアフリカの現状や国際協力についても伝え続けている。他にコップなごや水基金のコーデュネーターや、子どもを対象にしたボランティア団体elSOULの東海支部代表、フェアトレードタウンなごや推進委員など活動は多岐にわたる。東日本大震災後は名古屋から現地ボランティアを支援する団体Supporter’s Supportを立ち上げ、代表として活動中。
中央大学法学部卒業

## 過去、現在の担当番組
ZIP-FM
- BEATNIK JUNCTION 2007年11月～2009年3月
- SMILE DELI（月-木 9時〜11時）2009年4月～2013年3月
  - 名古屋グランパスエイト1回目在籍時の玉田圭司や大学在学当時の西野カナはこの番組のリスナーだったことを公言していた。特に西野は後年空木と対面した際、「番組に毎日リクエストを出していたけど一度も採用されなかった」と不満を述べていた。
- SMILE HEART BEAT（月-木 14:00～17:00）2013年4月〜8月中旬
- 2014年4月から土日 新番組『LOVELY』にて復帰するものの、2015年11月28日産休発表。2016年6月4日半年の産休後『LOVELY』土曜日にて再び復帰。
- SUNDAY HAPPY HOUR(日 17:00～18:00)2018年4月～2020年3月末

2020年3月をもってZIP-FMとの契約を終了している。
愛知北エフエム放送
・Life with…(2022年7月1日以降 毎週火曜日11:00~12:00)

### WEB他
- エンタメ@dwango（dwango）
- ジュンヌ・ブース（そごう千葉店）